# Oxymagis vitticollis
Oxymagis vitticollis là một loài bọ cánh cứng trong họ Cerambycidae.